# کیویته (استان وارمی-ماسوری)
کیویته (به لهستانی:  Kiwity) یک روستا در لهستان است که در گمینا کیویته واقع شده‌است.
 کیویته  ۵۰۰ نفر جمعیت دارد.